# João Gabriel Silva Ferreira
João Gabriel Silva Ferreira, detto Barroca (Mealhada, 29 luglio 1986), è un ex calciatore portoghese, di ruolo portiere.

## Carriera
Fa il suo esordio ufficiale con la maglia del Servette il 18 settembre 2011, in occasione della partita dei trentaduesimi di finale di Coppa Svizzera contro il Düdingen subendo una rete (vittoria esterna per 4-1 dop i tempi supplementari (1-1)). Il 25 settembre 2011 gioca la sua prima partita in campionato alla Pontaise contro il Losanna (0-0). Il 24 aprile 2013 viene annunciato il suo prolungamento del contratto con la compagine ginevrina per tre anni successivi fino al termine della stagione 2015-2016. Dopo l'approdo al Servette del portiere filippino Roland Müller durante l'estate, diventa il secondo portiere e viene quindi mandato in prestito al Losanna, che milita in Super League, nel mese di febbraio 2014. La stagione successiva torna a giocare per la compagine ginevrina. Dopo aver ottenuto soltanto due presenze durante la stagione 2014-15 con il Servette, viene ceduto in prestito all'inizio della stagione successiva al FC Lancy-Sports, compagine ginevrina che milita in prima lega.